# Забарвлення сріблом за Вартіном-Старрі
Забарвлення сріблом за Вартіном-Старрі (англ. Warthin-Starry silver stain) — метод забарвлення гістологічних препаратів для виявлення спірохет і деяких інших бактерій. Використовує 1 % розчин нітрату срібла, та проявителя на наступному кроці. Метод був запропонований в 1920 році американськими патологами Алдредом Скоттом Вартіном і Алленом Кроністером Старрі, співробітниками Мічиганського університету.

## Зовнішні писилання
- Протокол методу на сайті Histotechnology Technical methods